# Plagiognathus cibbetsi
Plagiognathus cibbetsi är en insektsart som beskrevs av Schuh 2001. Plagiognathus cibbetsi ingår i släktet Plagiognathus och familjen ängsskinnbaggar. Inga underarter finns listade i Catalogue of Life.